# ريتشارد بندر
ريتشارد بندر (بالإنجليزية: Richard Bender) هو مهندس معماري أمريكي، ولد في 1930 في بروكلين في الولايات المتحدة.